# Bobb'e J. Thompson
Pour les articles homonymes, voir Thompson.
Bobb'e J. Thompson est un acteur américain né le 28 février 1996 à Kansas City au Missouri.

## Filmographie

### Cinéma
- 2004 : My Baby's Daddy : Tupac
- 2004 : Gang de requins : un shortie
- 2004 : Cellular : le petit rappeur
- 2004 : The JammX Kids : Maître Groove
- 2006 : Full Clip : Stokley
- 2006 : Frère des ours 2 : voix additionnelles
- 2006 : Idlewild Gangsters Club : le jeune coq
- 2007 : Frère Noël : Samuel Gibbons
- 2008 : Of Boys and Men : Little D
- 2008 : Columbus Day : Antoine
- 2008 : Les Grands Frères : Ronnie
- 2009 : Le Monde (presque) perdu : Tar Pits Kid
- 2009 : Dans ses rêves : le fils de Fo Fo Figgley
- 2009 : Tempête de boulettes géantes : Cal Devereaux
- 2010 : Snowmen : Howard Garvey
- 2010 : Nic & Tristan Go Mega Dega : Fiasco
- 2010 : Un catcheur au grand cœur : Mad Milton
- 2014 : School Dance : Jason Jackson
- 2015 : This Is Not a Love Story : Derrick
- 2017 : A Family's Fury : Kain

### Télévision
- 2002 : Ma famille d'abord : Shark (1 épisode)
- 2003 : Doggy Fizzle Televizzle (1 épisode)
- 2003-2004 : The Tracy Morgan Show : Jimmy Mitchell (18 épisodes)
- 2004 : Whoopi : Dante (1 épisode)
- 2004 : Le Secret du Père Noël : Hector
- 2004-2006 : Phénomène Raven : Stanley (10 épisodes)
- 2005 : Joey : Kenny (1 épisode)
- 2006 : Behind the Camera: The Unauthorized Story of 'Diff'rent Strokes' : Gary Coleman
- 2007 : Jordan : Goose Dawkins (2 épisodes)
- 2007-2008 : Shutterbugs : Bobb'e J. (4 épisodes)
- 2007-2008 : Human Giant : Bobb'e J. (4 épisodes)
- 2008 : Cory est dans la place : Stanley (1 épisode)
- 2008-2009 : 30 Rock : Tracy Jr. (3 épisodes)
- 2009 : In the Motherhood : Dakota (1 épisode)
- 2010 : True Jackson : Nate (1 épisode)
- 2010 : Les Boondocks : Lamilton Taeshawn (1 épisode)
- 2011 : Let's Stay Together (1 épisode)
- 2011 : For Better or Worse : M.J. Williams (6 épisodes)
- 2011-2012 : House of Payne : DeShawn (2 épisodes)
- 2012 : Breaking In : Jamal Jenkins (1 épisodes)
- 2013 : Elementary : Teddy (1 épisode)
- 2013 : Supah Ninjas : Shadow Fly (1 épisode)
- 2017 : Clash of the Vampires : Luther (1 épisode)